# Félix Olivares Contreras
Félix Olivares Contreras (David, 3 de diciembre de 1897 - David, 17 de agosto de 1945) fue un educador panameño, siendo el principal propulsor de la educación en la provincia de Chiriquí en la primera mitad del siglo XX.

## Biografía
Nació y vivió en la ciudad de David, capital de la provincia de Chiriquí, siendo hijo de Félix Olivares, oriundo de Aguadulce, y Julia Contreras, quien era propiamente de David. Félix fue el primero de seis hermanos.
Recibió su educación de forma particular en una pequeña escuela dirigida por Elvira Gallardo y luego en el Colegio de los Hermanos Cristianos, donde culminó sus estudios primarios en 1913. Posteriormente, se trasladó a la capital panameña para sus estudios secundarios, cursando en el Instituto Nacional de Panamá. En 1917 obtuvo su diploma de maestro y regresó a la ciudad de David.
Desde 1917 hasta 1919 fue maestro de sexto grado de primaria en la Escuela de Varones de David. Desde 1921 hasta 1924 fue maestro de sexto grado de primaria en la Escuela Mixta de David, luego desde 1924 hasta 1925 fue director y maestro del primer año de escuela normal. Desde 1925 hasta 1942 fue profesor de la Normal Rural de David. Finalmente, desde 1943 hasta su muerte fue director de la Escuela Secundaria de David.
La dirección de Félix Olivares fue reconocida al ser el encargado en la introducción de la escuela normal en David en 1924, su crecimiento, desarrollo y transformación de la educación en la provincia de Chiriquí, culminado en 1943 con la creación de la escuela secundaria. Por su labor, el gobierno panameño póstumamente designó el 10 de septiembre de 1945 al colegio secundario como Colegio Félix Olivares Contreras, convirtiéndose en el principal colegio de la provincia.